# Sampaio (Tocantins)
Sampaio is een gemeente in de Braziliaanse deelstaat Tocantins. De gemeente telt 3.886 inwoners (schatting 2009).